# Sabine Stamm
Sabine Stamm, geborene Peper (* 13. Januar 1970 in Uelzen/Niedersachsen) ist eine deutsche TV-Shopping-Moderatorin.

## Leben
Sabine Peper begann nach ihrem Journalistik-Studium 1998 als Radiomoderatorin bei Hitradio Antenne und Radio ffn in Hannover. Dort moderierte sie täglich das Frühmagazin. 2001 wechselte sie als Fernsehmoderatorin zum TV Travel Shop, dem Reise-Sender der TUI AG, wo sie täglich Reiseangebote bewarb. 2004 übernahm sie die Moderation der Werbesendung „Secret Spring Kissen“ von Best Direct und „Getmobile TV“, die u. a. bei VOX, Tele 5 und ProSieben ausgestrahlt wurden.
Im November 2005 arbeitete sie für das tägliche Morgenmagazin auf NRW TV „Guten Morgen NRW“, die wöchentliche Talkshow „Wir in NRW“ sowie für „JobTV“ auf tv.Berlin und die Versteigerungs-Sendung „Zum Ersten, Zweiten, Dritten“ auf dem Privat-Sender Hamburg 1. Von 2006 bis 2007 moderierte Sabine Peper beim „RTL Shop“ (heute „Channel 21“) in Köln und Hannover. 2007 moderierte sie zusammen mit Moderator Thomas Dingler „Meine Welt TV“ des Baur Versand auf TV Oberfranken. Von 2007 bis 2009 moderierte sie in Köln als freie Moderatorin das Medienmagazin „very tv“ im IP-TV-Format.
2009 moderierte Sabine Peper auf SAT1 das Magazin „Fit & Well“ für Weight Watchers. 